# Verlag Singende Gemeinde
Der Verlag Singende Gemeinde ist ein Musikverlag für Kirchenmusik. Seine Produkte richten sich vor allem an Kirchen- und Gemeindechöre, Männer- und Jugendchöre. Die Geschäftsstelle ist seit 1966 in Wuppertal.
Verlagsleiter war von 1951 bis 1977 Johannes Heyenbruch. Gerhard Michael übernahm ab 1960 die praktische Arbeit, ehe ihm 1977 die Verlagsleitung übertragen wurde. Nach Holger Würth, der von 1998 bis 2011 für den Verlag verantwortlich war, ist es seit 2012 Thomas Kraft.

## Geschichte
Der Verlag Singende Gemeinde wurde im Oktober 1951 in Vluyn (Niederrhein) gegründet. Er gehört dem Christlichen Sängerbund, einem Chorwerk, in dem überwiegend freikirchliche Chöre Mitglieder sind. Der Verlag wurde gegründet, um Literatur für seine Chöre und Schulungsmaterialien für seine Chorleiter bereitzustellen.
Der Name des Verlags ist Programm und Auftrag, damit „das biblische Amt des Singens in der Gemeinde lebendig bleibe.“ Nach dem Zweiten Weltkrieg galten die Chöre in den Gemeinden als eine Art „Kerntrupp für den Gemeindegesang.“
Die Chöre des Christlichen Sängerbundes bestehen aus Laien, die in der Regel von Laien-Chorleiterinnen und -Chorleitern geleitet werden. Der Schwerpunkt der Chorarbeit liegt bei der Mitgestaltung der Gottesdienste. Dafür braucht man Liedsätze, Singsprüche, Kanons, vielfach mit Beteiligung der Gemeinde. Für größere Ereignisse und leistungsfähigere Chöre bietet der Verlag auch kleinere Motetten und kleine Kantaten an.
Die beiden Musiker und Singwarte des Christlichen Sängerbundes, Paul Ernst Ruppel (1913–2006) und Herbert Beuerle (1911–1994), prägten in der Zeit nach dem Kriege den Stil der Notenausgaben. (Die meisten Werke von Paul Ernst Ruppel sind im VSG veröffentlicht worden) Als Schüler von Hugo Distler und Ernst Pepping sind Ruppel und Beuerle der Wandervogel- oder Singbewegung zuzurechnen, die in den evangelischen Kirchen über die Liturgische Bewegung des 19. Jahrhunderts zu einer Erneuerung der Kirchenmusik führten (Alfred Stier, Richard Gölz, Walter Kiefner, Wilhelm Stählin). Als weitere Komponisten des Christlichen Sängerbunds und des Verlags Singende Gemeinde sind in dieser Tradition vor allem zu nennen: Johannes Petzold (1912–1985) und Hans-Georg Lotz (1932–2001).
Die Chormusik des Christlichen Sängerbundes vor Gründung des Verlags (zwischen 1879 und 1951) ist stilistisch der Romantik zuzurechnen. Als Komponisten dieser Ära sind zu nennen: August Eduard Grell (1800–1886), Ernst Gebhardt (1832–1899), August Rücker (1871–1952), Emil Janßen (1890–1975), Fritz Liebig (1873–1958), Gerhard Schmeling (1889–1970).
Die Rückbesinnung der Singbewegung führte unter abderem zur Wiederentdeckung und Veröffentlichung der Musik der Barockzeit (Melchior Franck, Heinrich Schütz, Johann Sebastian Bach), die dann erweitert wurde durch die Akzeptanz der Romantiker ab etwa 1972 (Felix Mendelssohn Bartholdy, Albert Becker).
Verlegt werden Originalwerke und Bearbeitungen. Kriterium für die Veröffentlichung ist die Realisierung durch Laienchöre. Ein Verlagsausschuss und Liederausschüsse verantworten die Herausgabe.
Die ersten Werke moderner christlicher Musik, stilistisch vielfältig vom Neuen Geistlichen Lied bis hin zur christlichen Popmusik, erschienen ab 1982 in der Noten- und Tonträgerreihe „Ninive“. Verantwortliche Textautoren waren unter anderen Kurt Rose (1908–1999), Hartmut Handt (* 1940) und Lothar Zenetti (1926–2019); zu den Komponisten zählen Dieter Falk (* 1959), Rolf Schweizer (1936–2016), später Manfred Staiger (* 1959), Armin Müller-Arnold (* 1960), Florian Sitzmann (* 1965), Martin Sellke (* 1965), Matthias Kiemle (* 1963), Marc-Alexander Heilmann (* 1974) und Thomas Fleßenkämper (* 1981).

## Verlagsprogramm
Beschreibung einiger Ausgaben:
- Die Bundesgaben sind die Grundversorgung für die Mitgliedschöre des Christlichen Sängerbundes, früher auf Blättern, seit 1998 in Heftform (zuletzt 2009: „Eins in Christus“). Zu einer Partitur- und Chorausgabe erscheinen immer eine CD und eine Werkhilfe. Der Liederausschuss für Gemischte Chöre entscheidet über die Auswahl.
- Chorbücher zu verschiedenen Themen (z. B. Tageszeiten, Trauerfeiern), in verschiedenen Besetzungen (dreistimmig: „DreiKlänge“), für das gesellige Singen bei Singfreizeiten („Singsurium“) und dem Kirchenjahr (z. B. das jährliche „Singheft“, zum Christfest: „Schaut den Stern“, zu Passion, Ostern, Pfingsten: „Christus in unsrer Welt“ 2011).
- Blattreihen für Chorpop („Ninive“ und „Singalong“) und Heftausgaben („Du bist heilig“). Der Liederausschuss Ninive entscheidet über die Auswahl der Ninive-Ausgaben.
- Kleine Motetten erscheinen in der Reihe „Chorblatt Singende Gemeinde“,
- kleine Kantaten in „Singt und spielt“.
- CDs erscheinen zu Chorbüchern, zu besonderen Themen und zu der Ninive-Notenreihe.
- Chormusik für Männerchöre, zuletzt das Chorheft (2005): „Herr, ich komme zu dir“. Der Liederausschuss Männerchöre entscheidet über die Auswahl.
- Schulungsmaterial, z. B.: „Chorische Stimmbildung“ (Joachim Duske) und „Die Sprache im Chorgesang“ (Gerhard Trubel).
- Konkordanz zu allen Noten für gemischten Chor.

## Diskografie
Im Musiklabel Verlag Singende Gemeinde (LC 00064) erschienene Tonträger:
MC (95).500 ff.
| Präfix | Katalognummer | Katalognummer | Katalognummer | Titel                                           | Mitwirkende | Jahr     | Anmerkungen                                                                            |
| Präfix | MC | CD            | #             | Titel                                           | Mitwirkende | Jahr     | Anmerkungen                                                                            |
| ------ | --- | ------------- | ------------- | ----------------------------------------------- | --- | -------- | -------------------------------------------------------------------------------------- |
| CS     | |               | 500           | Ninive Damit fängt alles an                     | Jubila-Jugendchor unter der Leitung von Martin Falk und Horst Krüger Martin Falk (Sprecher) Horst Krüger (Sprecher) | 1982     |                                                                                        |
| CS     | Halleluja • Gedanken zum Titel • Damit fängt alles an • Das Sorgen liegt uns näher als das Hoffen • Mitten im Gedränge • Wir wollen uns gerne wagen (Wir wolln uns gerne wagen) • Wie soll ich Lieder singen • Freut euch, ihr Fragenden • Übersetzung zu „Sometimes I Feel Like A Motherless Child“ • Sometimes I Feel Like A Motherless Child • So will ich von dir singen • Herr, unser Leben und die Welt • Herr, wie sind deine Werke so groß und viel • Herr, ich seh die Himmel • Halleluja, preiset mit mir den Herrn • Das ist ein köstlich Ding • Übersetzung von „Somebody’s Knocking“ • Somebody’s Knocking (Somebody’s Knocking At Your Door) • Die Sache mit Gott • Unter den vielen Worten • Es ist ein Wort ergangen • Hört ihr nicht die Lieder • Ich lobe meinen Gott • Liebe ist nicht nur ein Wort • Denk ich, jetzt wankt mein Fuß • Wie ein Traum |               | 500           |                                                 | Jubila-Jugendchor unter der Leitung von Martin Falk und Horst Krüger Martin Falk (Sprecher) Horst Krüger (Sprecher) | 1982     |                                                                                        |
| CS     | |               | 501           | Ninive 2                                        | Zain | 1990 (?) |                                                                                        |
| CS     | [1] Auf, bringt Gaben und Lob herbei • [2] Somebody’s Knocking At Your Door • [3] Ihr Mächtigen, ich will nicht singen • [4] Let Us Break Bread Together • [5] Die sind zu beneiden • [6] Der Engel sprach • [7] Halleluja • [8] Lobe den Herrn, meine Seele • [9] Ein Lied hat die Freude sich ausgedacht • [10] If We Ever Needed The Lord Before • [11] Den Weg wollen wir gehen • [12] Dann wird mein Volk wieder freuen sich • [13] Ich trau auf dich |               | 501           |                                                 | Zain | 1990 (?) |                                                                                        |
|        | |               |               |                                                 | |          |                                                                                        |
| CS     | 95 |               | 503           | Ninive 3 Jugendchöre im Christlichen Sängerbund | Ninive-Chor unter der Leitung von Armin Müller                                                                      | 1991     | In Koproduktion mit Musiklabel ERF-Verlag, dort unter MC-Nr. (312.0)15.046, erschienen |